# Haplofijia simplex
Haplofijia simplex är en tvåvingeart som beskrevs av Mario Bezzi 1928. Haplofijia simplex ingår i släktet Haplofijia och familjen vapenflugor.
Artens utbredningsområde är Fiji. Inga underarter finns listade i Catalogue of Life.